# Dissotis
Dissotis é um género botânico pertencente à família Melastomataceae.